# Labouheyre
Labouheyre település Franciaországban, Landes megyében. Lakosainak száma 2883 fő (2022. január 1.). Labouheyre Commensacq, Liposthey, Lüe, Pissos, Solférino és Ychoux községekkel határos.

## Népesség
A település népességének változása:
| Lakosok száma | 2314 | 2849 | 2816 | 2507 | 2682 | 2720 | 2731 | 2736 | 2795 | 2883 |
|               | 1968 | 1982 | 1990 | 2006 | 2013 | 2015 | 2017 | 2019 | 2020 | 2022 |